# Change the World (canción de P.O.D.)
«Change the World» es un sencillo del grupo estadounidense P.O.D. La canción forma parte del álbum Payable on Death, lanzado en 2003.
El vocalista Sonny Sandoval describió la canción como una «canción que hace sentir bien» y explicó simplemente que «la canción dice que puedes cambiar el mundo con amor. Habla por sí sola».
El vídeo fue dirigido por Marc Webb y fue filmado en más de 40 países del mundo como parte de un mensaje de paz global.

## Posicionamiento
| Lista              | Posición |
| ------------------ | -------- |
| Mainstream Rock    | 32       |
| Modern Rock Tracks | 25       |